# Un giorno di regno
Un giorno di regno (noto anche come Il finto Stanislao) è la seconda opera lirica di Giuseppe Verdi. È un melodramma giocoso scritto su libretto di Felice Romani. È l'unica opera buffa verdiana insieme al maturo Falstaff. È inoltre l'unica opera in cui il compositore fa uso dei recitativi secchi. La prima rappresentazione si svolse al Teatro alla Scala il 5 settembre 1840.

## Genesi
Dopo il debutto felice di Oberto, Conte di San Bonifacio, Verdi si ritrovò a dover comporre un'opera buffa per la stagione scaligera autunnale del 1840. In tempi stretti, dovette comporre la musica per l'opera, e lo stesso librettista Romani non si scomodò a fare un nuovo libretto, ma rispolverò uno dei suoi vecchi libretti e lo adattò alla musica. Per Verdi fu un infelice periodo per comporre l'opera, dovuto alla morte della prima moglie, Margherita Barezzi e dei due figli. Inoltre il libretto, scritto da Romani nel 1818, molto prima di intraprendere la gloriosa collaborazione con Vincenzo Bellini, rappresentava un gusto teatrale ormai del tutto superato.
La prima rappresentazione coinvolse i seguenti interpreti ed artisti:

| Personaggio                           | Interprete                             | Registro vocale |
| ------------------------------------- | -------------------------------------- | --------------- |
| Il cavaliere di Belfiore              | Raffaele Ferlotti                      | baritono        |
| Il Barone di Kelbar                   | Raffaele Scalese                       | basso           |
| La Marchesa del Poggio                | Antonietta Rainieri Marini             | soprano         |
| Giulietta di Kelbar                   | Luigia Abbadia                         | mezzosoprano    |
| Edoardo di Sanval                     | Lorenzo Salvi                          | tenore          |
| Il signor La Rocca                    | Agostino Rovere                        | basso           |
| Scene                                 | Baldassare Cavallotti Domenico Menozzi |                 |
| Maestro del coro                      | Giulio Granatelli                      |                 |
| Maestro al cembalo                    | Giuseppe Verdi Giacomo Panizza         |                 |
| Primo violino e direttore d'orchestra | Eugenio Cavallini                      |                 |

L'opera fu un fiasco totale, tanto che fu ritirata la sera stessa del debutto.
Ripresentata al Teatro San Benedetto di Venezia l'11 ottobre del 1845, col titolo Il finto Stanislao, riuscì ad ottenere un lusinghiero successo (infatti il vero motivo per cui cadde alla Scala fu il libretto poco attuale più che il lutto famigliare, perché la musica, ispirata a Rossini e a Bellini, non presenta alcuna mancanza, considerato che Verdi era comunque al suo secondo esordio).
Oggi quest'opera viene rappresentata raramente, pur non mancando di arie pregevoli come quella del Cavalier Belfiore "Compagnoni di Parigi" o quella carica di lirismo della Marchesa del Poggio "Grave a cor innamorato". La sinfonia è segnata dall'inconfondibile energia di Verdi, come anche i concertati finali del primo e secondo atto.
In discografia quest'opera vanta interpreti come José Carreras e Fiorenza Cossotto, nei rispettivi ruoli di Edoardo e Marchesa.

## Trama
La vicenda, ambientata in Bretagna presso Brest nel 1733, non troppo complicata, è tipica dell'opera comica e le formule musicali talvolta non rispettano molto l'esilità del libretto. Ma nel complesso è da considerarsi un lavoro ben riuscito, nonostante tutti gli impicci e le opposizioni che all'epoca attanagliarono Giuseppe Verdi.

### Atto I
Nel castello del decaduto barone di Kelbar (basso buffo) si fanno due sposalizi: quello di sua figlia Giulietta (mezzosoprano) col tesoriere Della Rocca (basso buffo) e quello della marchesa Del Poggio (soprano) col conte Ivrea (tenore). Ospite di Kelbar è il re di Polonia, Stanislao alias il cavalier Belfiore (baritono), già fidanzato della marchesa, che si è prestato alla finzione per consentire al vero monarca di combattere i suoi nemici in incognito. Frattanto Edoardo (tenore), nipote spiantato del tesoriere e amante di Giulietta, è disperato e vuole arruolarsi sotto Stanislao.

### Atto II
Edoardo confida ai servitori la sua tristezza. Il finto Stanislao concretizza l'offerta al tesoriere, che ha col barone un secondo litigio buffonesco. In separata sede, la marchesa Del Poggio e il sedicente re si affrontano in una serie di schermaglie. La donna pensa di riconoscere l'antico amante, ma Belfiore insiste nella finzione. Viene annunciato il conte Ivrea e l'imminente matrimonio della marchesa, mentre Edoardo si dispera con Giulietta perché, se anche lo zio rinunciasse a lei, egli dovrebbe arruolarsi comunque col re.

## Numeri musicali
- Sinfonia

### Atto I
- 1 Introduzione
  - Coro Mai non rise un più bel dì (Coro) Scena I
  - Duettino Tesoriere garbatissimo (Barone, Tesoriere) Scena I
  - Scena Sua Maestà, signori (Delmonte, Coro, Cavaliere, Barone) Scena II
  - Cavatina Compagnoni di Parigi (Cavaliere) Scena II
  - Seguito dell'Introduzione Finché con voi soggiorno (Cavaliere) Scena II
  - Stretta dell'Introduzione Verrà pur troppo il giorno (Cavaliere, Barone, Tesoriere, Delmonte, Coro) Scena II
- 2 Duetto Edoardo e Cavaliere
  - Recitativo secco Al doppio matrimonio (Barone, Cavaliere) Scena II-III
  - Scena Sire, tremante io vengo (Edoardo, Cavaliere) Scena III
  - Duetto Proverò che degno io sono (Edoardo, Cavaliere) Scena III
- 3 Cavatina Marchesa
  - Scena Oh, non m'hanno ingannata!... (Marchesa) Scena IV
  - Cavatina Grave a core innamorato (Marchesa) Scena IV
  - Cabaletta Se dêe cader la vedova (Marchesa) Scena IV
- 4 Coro e Cavatina di Giulietta
  - Coro Sì festevole mattina (Coro) Scena V
  - Cavatina Non san quant'io nel petto (Giulietta, Coro) Scena V
  - Cabaletta Non vo' quel vecchio (Giulietta, Coro) Scena V
- 5 Sestetto
  - Recitativo secco Ebben, Giulietta mia (Barone, Giulietta, Tesoriere) Scena VI-VII
  - Quintetto Cara Giulia, alfin ti vedo (Edoardo, Giulietta, Barone, Cavaliere, Tesoriere) Scena VII
  - Tempo di mezzo Basta per or (Cavaliere, Tesoriere, Servo) Scena VII
  - Stretta del sestetto Madamine, il mio scudiere (Cavaliere, Marchesa, Barone, Tesoriere, Giulietta, Edoardo) Scena VII
- 6 Terzetto
  - Recitativo secco In te, cugina, io spero (Giulietta, Edoardo, Marchesa) Scena VIII
  - Terzetto Bella speranza invero (Giulietta, Edoardo, Marchesa) Scena VIII
- 7 Finale I
  - Recitativo secco Quanto diceste mostra un gran talento (Cavaliere, Tesoriere) Scena IX-X
  - Duetto buffo Diletto genero, a voi ne vengo (Barone, Tesoriere) Scena X
  - Scena Tesorier! io creder voglio (Barone, Tesoriere, Giulietta, Marchesa, Edoardo, Servitori) Scena X-XI-XII
  - Sestetto In qual punto il Re ci ha côlto! (Barone, Tesoriere, Marchesa, Giulietta, Edoardo, Cavaliere) Scena XII

### Atto II
- 8 Introduzione, Coro, Aria di Edoardo
  - Coro Ma le nozze non si fanno? (Coro) Scena I
  - Scena Buoni amici!... voi sapete (Edoardo, Coro) Scena II
  - Aria Pietoso al lungo pianto (Edoardo) Scena II
  - Cabaletta Deh, lasciate a un'alma amante (Edoardo, Coro) Scena II
- 9 Duetto Barone e Tesoriere
  - Recitativo secco Bene, scudiero, io vi ritrovo in tempo (Cavaliere, Giulietta, Edoardo, Tesoriere) Scena III
  - Scena Un mio castello! cinque mila scudi!... (Tesoriere, Barone) Scena IV
  - Duetto Tutte l'arme ella può prendere (Barone, Tesoriere) Scena IV
- 10 Duetto Marchesa e Cavaliere
  - Duetto Ch'io non possa il ver comprendere? (Marchesa, Cavaliere) Scena V
  - Tempo di mezzo Così sola, o Marchesina? (Cavaliere, Marchesa) Scena V
  - Cabaletta Io so l'astuzia (Marchesa, Cavaliere) Scena V
- 11 Aria con Coro
  - Recitativo secco Nipote, in questo istante (Barone, Marchesa, Cavaliere) Scena VI
  - Scena Perché dunque non vien? (Marchesa) Scena VI
  - Aria Si mostri a chi l'adora (Marchesa) Scena VI
  - Tempo di mezzo Ma voi tacete, o sire? (Marchesa, Cavaliere) Scena VI-VII
  - Cabaletta Sì, scordar saprò l'infido (Marchesa, Cavaliere, Coro) Scena VII
- 12 Recitativo e Duetto di Edoardo e Giulietta
  - Scena Oh me felice appieno! (Giulietta, Edoardo) Scena VIII
  - Duetto Giurai seguirlo in campo (Edoardo, Giulietta) Scena VIII
  - Tempo di mezzo Rifletti almen... (Edoardo, Giulietta) Scena VIII
  - Cabaletta Corro al re: saprò difendere (Giulietta, Edoardo) Scena VIII
- 13 Settimino
  - Recitativo secco Sì, caro Conte! la Marchesa istessa (Barone, Marchesa, Conte) Scena IX-X
  - Settimino A tal colpo preparata (Marchesa, Cavaliere, Barone, Giulietta, Tesoriere, Edoardo, Conte) Scena X
- 14 Finale II
  - Scena Sire, venne in quest'istante (Tutti) Scena XI
  - Stretta del Finale Eh! facciam da buoni amici (Tutti) Scena XI

## Incisioni discografiche
| Anno | Cast (Belfiore, Barone, Marchesa, Giulietta, Edoardo, Tesoriere)                                          | Direttore         | Etichetta                  |
| ---- | --- | ----------------- | -------------------------- |
| 1951 | Renato Capecchi, Sesto Bruscantini, Lina Pagliughi, Laura Cozzi, Juan Oncina, Cristiano Dalmagas          | Alfredo Simonetto | Warner-Fonit               |
| 1973 | Ingvar Wixell, Wladimiro Ganzarolli, Fiorenza Cossotto, Jessye Norman, José Carreras, Vicente Sardinero   | Lamberto Gardelli | Philips Records            |
| 2008 | Alessandro Corbelli, Enzo Dara, Krystina Rorbach, Luciana D'Intino, Paolo Barbacini, Nelson Portella      | Rico Saccani      | BPO Live                   |
| 2013 | Guido Loconsolo, Andrea Porta, Anna Caterina Antonacci, Alessandra Marianelli, Ivan Magrì, Paolo Bordogna | Donato Renzetti   | C Major                    |
| 2014 | Mikheil Kiria, Simone Alberti, Alice Quintavalla, Angela Nisi, Marco Frusoni, Dario Ciotoli               | Gabriele Bonolis  | Tactus                     |
| 2018 | Gocha Abuladze, Davide Fersini, Elisabeth Jansson, Valda Wilson, Giuseppe Talamo, David Steffens          | Marcus Bosch      | MBM                        |
| 2022 | German Olvera, Ugo Guagliardo, Tina Gorina, Vivica Genaux, Giulio Pelligra, Riccardo Novaro               | Fabio Biondi      | Frederick Chopin Institute |

## Registrazioni video
| Anno | Cast (Belfiore, Kelbar, Marchesa, Giulietta, Edoardo, Tesoriere)                                          | Direttore       | Regista          | Etichetta       |
| ---- | --- | --------------- | ---------------- | --------------- |
| 1997 | Paolo Coni, Alfonso Antoniozzi, Anna Caterina Antonacci, Cecilia Gasdia, Cesare Catani, Bruno Praticò     | Maurizio Benini | Pier Luigi Pizzi | Hardy Classics  |
| 2010 | Guido Loconsolo, Andrea Porta, Anna Caterina Antonacci, Alessandra Marianelli, Ivan Magrì, Paolo Bordogna | Donato Renzetti | Pier Luigi Pizzi | Unitel Classica |